# توم برترام (لاعب هوكي الحقل)
توم برترام (بالإنجليزية: Tom Bertram)‏ هو لاعب هوكي الحقل بريطاني، ولد في 24 مايو 1977.

## وصلات خارجية
- توم برترام على موقع أوليمبيديا (الإنجليزية)
- توم برترام على موقع اللجنة الأولمبية البريطانية (الإنجليزية)